# Cratere Zupus
Zupus è il nome di ciò che rimane di un cratere lunare riempitosi di lava intitolato all'astronomo e matematico Giovanni Battista Zupi. Si trova sull'estremità sudoccidentale dell'Oceanus Procellarum, a nordovest del Mare Humorum. A nord-nordest si trova il cratere Billy, e un po' distante verso sudest c'è il cratere Mersenius. Un sistema di piccoli canali, chiamato Rimae Zupus si estende a nordovest, seguendo un corso verso nord-nordovest verso i mari lunari.
Rimangono solo pochi resti della formazione originale, ed il bordo è basso e dal profilo irregolare, donando al cratere quasi le sembianze di una valle. Questo bordo arriva ad un'altezza massima di 1,3 km sopra la basebase. Il cratere Zupus S si impone sul bordo orientale. Un fioco cratere fantasma si trova nel mare a nordest. Il mare che copre il fondo dello Zupus ha un colore più scuro del terreno circostante, rendendo il cratere relativamente facile da localizzare per un osservatore.

## Crateri correlati
Alcuni crateri minori situati in prossimità di Zupus sono convenzionalmente identificati, sulle mappe lunari, attraverso una lettera associata al nome.
| Zupus | Latitudine | Longitudine | Diametro |
| ----- | ---------- | ----------- | -------- |
| A     | 17,2° S    | 53,5° W     | 6 km     |
| B     | 17,6° S    | 54,3° W     | 6 km     |
| C     | 17,3° S    | 55,1° W     | 19 km    |
| D     | 19,7° S    | 53,4° W     | 17 km    |
| F     | 17,3° S    | 54,0° W     | 4 km     |
| K     | 15,7° S    | 52,1° W     | 17 km    |
| S     | 17,0° S    | 51,3° W     | 24 km    |
| V     | 18,2° S    | 56,3° W     | 4 km     |
| X     | 18,9° S    | 54,9° W     | 5 km     |
| Y     | 17,4° S    | 49,6° W     | 2 km     |
| Z     | 18,2° S    | 50,1° W     | 3 km     |